# Glaphyromorphus crassicaudum
Glaphyromorphus crassicaudum är en ödleart som beskrevs av  Duméril 1851. Glaphyromorphus crassicaudum ingår i släktet Glaphyromorphus och familjen skinkar. Inga underarter finns listade i Catalogue of Life.